# Marcel Jacob (pilote)

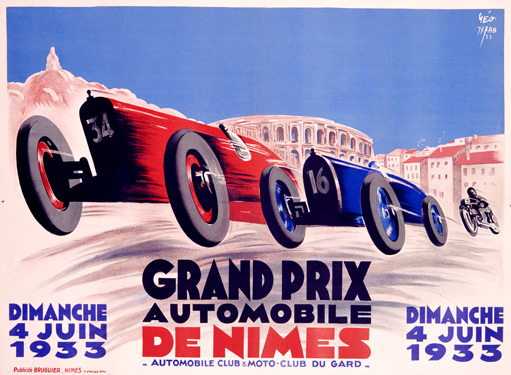
Affiche du Grand Prix de Nîmes 1933, au mois de juin.

Marcel Jacob était un pilote automobile français, sur circuits.

## Biographie

Profil du circuit de Nîmes, en 1933.

Il concourut en Grand Prix nationaux de 1932 (Grand Prix de Lorraine voiturettes 1,5 L., sur Rosengart) à 1933 sur Bugatti (en août au Grand Prix d'Albi), disputant six épreuves.
Il obtint une victoire à la 2e Coupe de Provence 1933 (disputée en classe <2 L. le même jour que le Grand Prix automobile de Nîmes), poursuivant ses bons résultats estivaux sur Bugatti version 35C.
(nb: en 1935 Robert Jacob fut associé à Anne-Cecile Rose-Itier lors des 24 Heures du Mans (équipage 18e). Il avait remporté la classe Sport 750 cm3 du Bol d'Or 1932 à Saint-Germain... sur Rosengart sur 24 Heures. Rose-Itier remporta quant à elle la 1re Coupe de Provence en catégorie voiturettes lors de l'année 1932, sur  Bugatti T37A)

## Palmarès

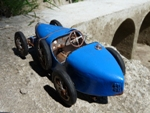
Une Bugatti T35B.

- Trophée de Provence (2e édition, sur 40 tours), en 1933 sur Bugatti T35B;
- Course de côte de Château-Thierry, en 1934 sur Bugatti;
  - 4e du Grand Prix d'Albi, en 1933 sur Bugatti T35C;
  - 6e du Grand Prix de Dieppe, en 1933 sur Bugatti T35C;
  - 8e du Grand Prix de Pau, en 1933 sur Bugatti T35C;
  - 8e du Grand Prix de La Baule, en 1933 sur Bugatti T35C.